# 刑務作業
刑務作業（けいむさぎょう、英語: Penal labour）は、自由刑の内容または自由刑に付随して行われる作業である。
多くの国では受刑者に苦痛を与えることを目的とせず、受刑者の健康の維持、職業的専門知識または技能を付与することによって、受刑者の再犯防止及び円滑な社会復帰を目的としている。

## 各国の刑務作業

### 日本
日本の懲役刑は、刑事施設に拘置して所定の作業を行わせる刑である（刑法第12条2項）。日本における刑務作業は懲役刑の刑罰の内容となっている。実施する目的としては、作業によって生まれる利益や物品以外にも、受刑者に責任等を自覚させ、職業的知識を与えることによって、受刑者の円滑な社会復帰を促進させることにある。なお、禁錮刑及び拘留刑の受刑者に刑務作業の義務は無いが、受刑者が希望すれば刑務作業を行えることになっている（刑事収容施設法第92条、第93条）。
刑務作業の内容は大きく生産作業、社会貢献作業、自営作業、職業訓練の4つに分けることができる。生産作業は主に物品を生産する作業、社会貢献作業は除草や通学路の除雪などの社会に有益な作業、自営作業は刑務所内の炊事や洗濯等の作業、職業訓練は法務大臣による訓令である受刑者等の作業に関する訓令に基づき行われている、受刑者に職業の専門的知識や技能を与え、更生及び社会復帰を目的とする訓練である。特に、刑務所内での生活において一定の要件を満たす受刑者は、刑務所職員の同行なしで刑務所外部に通勤し作業に従事する、外部通勤作業を行うことができる（刑事収容施設法第96条）。
作業によって生まれる利益は全て国庫に帰属し、その金額は2020年度で約28億円となっている。刑務作業は法に定められた懲役刑の受刑者に課せられる義務であり、自由契約による労働ではないため労働基準法の適用を受けないが、作業を行なった受刑者への報酬として、作業報奨金があるほか、労働災害に対する手当金なども用意されている。作業報奨金は釈放の際支給されるものであるが、拘置中でも生活に必要な物品の購入に充てることができる。この報酬金の金額は決して高いものとは言えず、2021年度の平均報酬を月給に換算すると、4,516円となっている。
明治時代初期の頃には北海道の炭鉱などにおいて、強制労働として囚人を労働に従事させ、ほぼ奴隷同然の労働を強いられていたが前述の通り受刑者に苦痛を与える刑ではなく、受刑者の早期の社会復帰などを支援する目的で実施されている。作業時間は法令（刑事施設及び被収容者の処遇に関する規則第47条）により1日8時間までに制限されているが、現場では7時間労働として扱われてきた。しかしながら出所者を雇う企業から「労働に耐えられる集中力がない」などの意見が寄せられたことを受け、2010年代に一部の刑務所で8時間労働を導入し始めた。
なお、北海道網走市の郷土玩具として有名なニポポは、1955年に米村喜男衛によって網走刑務所の刑務作業のために考案されたものである。

### アメリカ合衆国
アメリカ合衆国の拘禁刑の内容は州により異なる。刑務作業は刑罰の内容となっているわけではなく、連邦規則では既決被収容者のうち身体的・精神的に実施が可能な者に対して作業を割り当てるものとされている。
連邦刑務所では、受刑者の希望により食事の配給、塗装、配管、庭の手入れなどの労務を行うことで、時給は0.12 - 0.4ドルの報酬を得ることができる。
カリフォルニア州の場合、受刑者に作業義務を科しており、行刑規則に定められた刑務作業、教育、治療プログラム等が実施される。危険度が低い受刑者は山火事発生時に防火帯を作るなどの作業を行えるように専門教育を受けた「受刑者消防隊」に志願することが可能であり、現場に出た場合は他の刑務作業よりも高い時給1ドルを得ることが出来る。

### イギリス
イギリスの拘禁刑では刑務作業自体が刑罰の内容になっているわけではなく、行刑法令上、既決被収容者に対して作業に就くよう求めることになっている。

### ドイツ
ドイツの拘禁刑では刑務作業自体が刑罰の内容になっているわけではないが、受刑者は作業または労作の義務を負うこととされている（行刑法第41条第1項） 。行刑法によれば、刑務作業は受刑者にとって利益となるものでなければならず、刑事施設には刑務作業に必要な設備の整備が求められる（行刑法第37条第1項及び第2項、同法第149条第1項）。
ドイツでは刑務作業に対する報酬である作業報酬金は、行刑法第43条第1項及び第200条により前年度の年金保険全被保険者の平均労働報酬の5％と定められていたが、この報酬金が少なすぎることが問題視され、1998年にドイツ連邦裁判所はこの第200条の規定に対し違憲と判断した。

### フランス
フランスの拘禁刑では受刑者に作業義務はなく刑罰の内容にはなっていない。刑事訴訟法により施設長の許可を得れば所定の作業に従事できる。

### ブラジル
ブラジルで行われる刑務作業は多種多様であるが、その1つとして、ミナスジェライス州の刑務所には自転車を漕ぎ発電するという作業がある。こちらも受刑者に社会への貢献をしているという実感を持たせ、社会復帰を進めるという目的のもと考案された作業である。

### タンザニア
2018年7月14日、当時のタンザニア大統領であったジョン・マグフリ大統領は、受刑者は無料の労働力であると述べた。また、刑務作業の少なさは受刑者の麻薬の使用や同性愛の助長につながるとし、昼夜を問わず働かせるべきで、怠ける受刑者は「蹴飛ばせ」と発言した。